# 韩广森

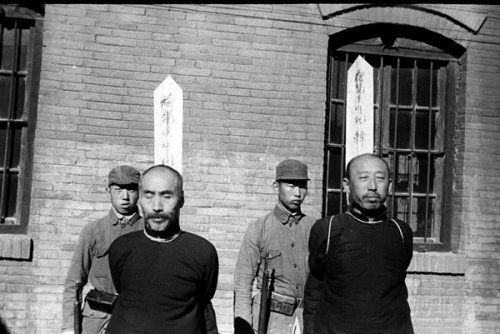
1945年10月，张家口枪毙原蒙疆联合自治政府张家口市市长韩广森（右）、副市长崔景岚（左）。

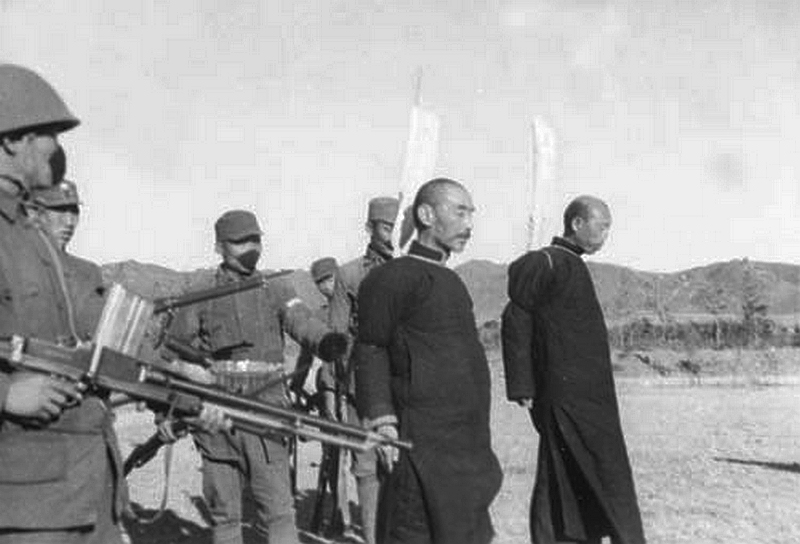
1945年10月，张家口枪毙原蒙疆联合自治政府张家口市市长韩广森（右）、副市长崔景岚（左）。

韩广森（？—1945年10月8日），河北南宫人，张家口商人，曾任张家口特别市市长。

## 生平
韩广森曾任张家口商务会会长。日军占领张家口后，1939年9月1日，蒙疆联合自治政府在张家口成立，改张家口为张家口特别市，韩广森出任张家口特别市市长。后来卸任。1945年8月23日，八路军占领蒙疆联合自治政府的首府张家口市，蒙疆联合自治政府副主席于品卿和原张家口市市长韩广森被活捉。此后晋察冀边区高等法院判处伪张家口市市长韩广森、崔景岚死刑，1945年10月8日，在张家口的日本人所建的忠灵塔前，韩广森和崔景岚被枪决。